# 伙頭智多星 (電視劇)
《伙頭智多星》是寰宇2005年的電視劇，由羅嘉良、吳鎮宇、張衛健等主演，是描述鄭家三兄弟復興鄭家的故事。

## 演員表

### 鄭家
- 羅嘉良 飾 鄭　中(鄭記雲吞(餛飩)麵店舖負責人)
- 吳鎮宇 飾 鄭　發(玩獲金主持人後落寞)
- 張衛健 飾 鄭　白(十八區天才小廚神)

### 主要演員
- 張　茜 飾 駱敏如(鄭白女友)
- 許志安 飾 元顏北(Jack)
- 關智斌 飾 易小東(易牙之子,易東小廚總廚)
- 蔣雅文 飾 阿儀(易小東女友)
- 王繪春 飾 李炳煥(味王)
- 陳奕池 飾 李麗麗(味王女兒-鄭中女友)
- 黃伊汶 飾 梁好彩(鄭發女友)
- 黃一山 飾 船頭輝(鄭家忠心員工)
- 海俊傑 飾 陳安(鄭家忠心員工)
- 王秀琳 飾 王若男(元顏北女友)
- 羅家英 飾 文西
- 彭慧君 飾 牛小慧(暗戀鄭白)

- 周　顯 飾 瀋四
- 牛振華 飾 劉誠(鄭家天敵)
- 萬梓良 飾 羅漢味至尊

### 其他演員
- 江若琳 甜品姊妹花-榎本嵐 嵐嵐(客串)
- 林倩如 甜品姊妹花-榎本奈 奈奈(客串)
- 溫崢嶸 飾 張小莉
- 元　滔 飾 蔣愷
- 雪　菲 飾 阿菲
- 張少華 飾 書面婆婆
- 盧星宇 飾 ANDY

## 其他
梁嘉琪曾未得經理人公司（有線）同意參加電視劇《伙頭智多星》女主角招募，並奪得冠軍。